# Iron Chef
Iron Chef és un programa de televisió japonès produït per FujiTV. El títol original és Ryōri no Tetsujin (料理の鉄人).
El programa de televisió es va emetre per primera vegada el 10 d'octubre de 1993, dura una hora i mitja amb baralles preliminars entre els diversos xefs, després la batalla final. Després de 23 episodis, l'espectacle s'escurça a una hora eliminant les baralles preliminars. L'espectacle es va aturar el 24 de setembre de 1999. Durant l'any 2002 es realitzen programes especials. En total, es van emetre 300 capítols.
El programa és bastant excèntric. Els comentaris de dos comentaristes habituals i d’un a dos convidats (que fan de jutge) permet als espectadors entendre millor el que passa a la cuina i entretenir-los mentre torna la calma. L’amfitrió és Takeshi Kaga, conegut al programa com Kaga Shusai (鹿賀 主宰). Tamio Kageyama i Hideki Saijo van aparèixer amb freqüència com a jutges en aquesta sèrie de televisió. Akira Senju va compondre el revival d'Iron Chef del 2012. Toshiro Kandagawa va ser un xef japonès que hi va participar.
Després del seu èxit al Japó, Iron Chef s'emet als Estats Units, al canal Food Network. Part de l'èxit estatunidenc ha vingut del doblatge que va donar a l'espectacle un estil semblant a les pel·lícules de kung fu dels anys 70.

## Equip de producció
- Comentarista: Kenji Fukui (veu anglesa: Bill Bickard).
- Comentarista: Dr. Yukio Hattori (veu anglesa: Scott Morris).
- Presentador: Takeshi Kaga (veu anglesa: Duncan Hamilton, Kent Frick).
- Reporter de cuines: Shinichiro Ohta (veu anglesa: Jeff Manning).
- Comentarista i traductor del "New York Special": Dave Spector.

## Llista de cuiners
Llistes de xefs que van aparèixer al programa.
- Iron Chef xinès Chen Kenichi (陳 建一)
- Iron Chef francès (I) Yutaka Ishinabe (石鍋 裕)
- Iron Chef francès (II) Hiroyuki Sakai (坂井 宏行)
- Iron Chef italià Masahiko Kobe (神戸 勝彦)
- Iron Chef japonès (I) Rokusaburo Michiba (道場 六三郎)
- Iron Chef japonès (II) Koumei Nakamura (中村 孝明)
- Iron Chef japonès (III) Masaharu Morimoto (森本 正治)